# Spathius piperis
Spathius piperis är en stekelart som beskrevs av Wilkinson 1931. Spathius piperis ingår i släktet Spathius och familjen bracksteklar. Inga underarter finns listade i Catalogue of Life.